# Узинки (аэропорт)
Аэропорт Узинки (англ. Ouzinkie Airport), (ИАТА: KOZ, FAA LID: 4K5) — государственный гражданский аэропорт, расположенный в населённом пункте Узинки (Аляска), США.

## Операционная деятельность
Аэропорт Узинки расположен на высоте 17 метров над уровнем моря и эксплуатирует одну взлётно-посадочную полосу:
- 11/29 размерами 636 x 24 метров с гравийным покрытием.

За период с 31 декабря 2005 по 31 декабря 2006 года Аэропорт Узинки обработал 42 операции по взлётам и посадкам самолётов, из которых 60 % пришлось на рейсы авиацию общего назначения и 40 % — на рейсы аэротакси.